# Caryophyllia inornata
Caryophyllia inornata (Duncan, 1878) è una specie di madrepora della famiglia Caryophylliidae.

## Descrizione
Calice di circa 10 millimetri di diametro per 15-20 di altezza, tentacoli di colore bianco, traslucido o semi-trasparente.

## Biologia
Specie reperibile spesso in gruppi di alcuni individui, ma mai in forma coloniale.

### Riproduzione
La fecondazione avviene internamente; le larve verranno poi rilasciate una volta formate.

## Distribuzione e habitat
Comune nell'Oceano Atlantico orientale e nel Mar Mediterraneo, su fondale duro e in ombra, da pochi metri fino a 100 metri di profondità.